# Partido Nacional Democrático da Alemanha
O "A Pátria" (em alemão:  Die Heimat), anteriormente conhecido como Partido Nacional-Democrático da Alemanha (NPD; em alemão:  Nationaldemokratische Partei Deutschlands) é um partido político nacionalista alemão, de matriz neonazista, fundado em 28 de novembro de 1964 em Hanôver. É considerado o sucessor do Partido Nacional Socialista dos Trabalhadores Alemães (NSDAP) de Adolf Hitler.
Foi largamente considerado um dos sucessores do DRP (Deutsche Reichspartei - Partido do Império Alemão) mas, na verdade, foi a junção de vários pequenos partidos nacionalistas.
Ganhou certa notoriedade por seu posicionamento abertamente racista e xenófobo. Em 2014, pela primeira vez, conseguiram uma vaga para o Parlamento Europeu, com 1% dos votos.

## Líderes
- Friedrich Thielen: 1964 - 1967
- Adolf von Thadden: 1967 - 1971
- Martin Mußgnug: 1971 - 1991
- Günter Deckert: 1991 - 1996
- Udo Voigt: 1996 - 2011
- Holger Apfel: 2011 - 2013
- Udo Pastörs: 2014
- Frank Franz: Desde 2014

## Resultados eleitorais do Partido

### Eleições legislativas
| Data | Distrito Eleitoral | Distrito Eleitoral | Distrito Eleitoral | Distrito Eleitoral | Lista de Partido | Lista de Partido | Lista de Partido | Lista de Partido | Deputados     | +/-           | Status            |
| Data | CI.                | Votos              | %                  | +/-                | CI.              | Votos            | %                |                  | Deputados     | +/-           | Status            |
| ---- | ------------------ | ------------------ | ------------------ | ------------------ | ---------------- | ---------------- | ---------------- | ---------------- | ------------- | ------------- | ----------------- |
| 1965 | 5.º                | 587 216            | 1,8 / 100,0        |                    | 5.º              | 664 193          | 2,0 / 100,0      |                  | 0 / 518       |               | Extra-parlamentar |
| 1969 | 5.º                | 1 189 375          | 3,6 / 100,0        | 1,8                | 5.º              | 1 422 010        | 4,3 / 100,0      | 2,3              | 0 / 518       | Estável       | Extra-parlamentar |
| 1972 | 5.º                | 194 389            | 0,5 / 100,0        | 3,1                | 5.º              | 207 465          | 0,6 / 100,0      | 3,7              | 0 / 518       | Estável       | Extra-parlamentar |
| 1976 | 6.º                | 136 028            | 0,4 / 100,0        | 0,1                | 5.º              | 122 661          | 0,3 / 100,0      | 0,3              | 0 / 518       | Estável       | Extra-parlamentar |
| 1980 |                    |                    |                    |                    | 7.º              | 68 096           | 0,2 / 100,0      | 0,1              | 0 / 519       | Estável       | Extra-parlamentar |
| 1983 | 7.º                | 57 112             | 0,1 / 100,0        |                    | 6.º              | 91 095           | 0,2 / 100,0      | Estável          | 0 / 520       | Estável       | Extra-parlamentar |
| 1987 | 6.º                | 182 880            | 0,5 / 100,0        | 0,4                | 6.º              | 227 054          | 0,6 / 100,0      | 0,4              | 0 / 519       | Estável       | Extra-parlamentar |
| 1990 | 11.º               | 190 105            | 0,4 / 100,0        | 0,1                | 11.º             | 145 776          | 0,3 / 100,0      | 0,3              | 0 / 662       | Estável       | Extra-parlamentar |
| 1994 | Não concorreu      | Não concorreu      | Não concorreu      | Não concorreu      | Não concorreu    | Não concorreu    | Não concorreu    | Não concorreu    | Não concorreu | Não concorreu | Não concorreu     |
| 1998 | 12.º               | 45 043             | 0,1 / 100,0        |                    | 12.º             | 126 571          | 0,3 / 100,0      |                  | 0 / 669       |               | Extra-parlamentar |
| 2002 | 8.º                | 103 209            | 0,2 / 100,0        | 0,1                | 9.º              | 215 232          | 0,4 / 100,0      | 0,1              | 0 / 603       | Estável       | Extra-parlamentar |
| 2005 | 7.º                | 857 777            | 1,8 / 100,0        | 1,6                | 7.º              | 748 568          | 1,6 / 100,0      | 1,2              | 0 / 614       | Estável       | Extra-parlamentar |
| 2009 | 7.º                | 768 442            | 1,8 / 100,0        | Estável            | 8.º              | 635 525          | 1,5 / 100,0      | 0,1              | 0 / 622       | Estável       | Extra-parlamentar |
| 2013 | 9.º                | 635 135            | 1,5 / 100,0        | 0,3                | 9.º              | 560 828          | 1,3 / 100,0      | 0,2              | 0 / 631       | Estável       | Extra-parlamentar |
| 2017 | 13.º               | 45 169             | 0,1 / 100,0        | 1,4                | 11.º             | 176 020          | 0,4 / 100,0      | 0,9              | 0 / 709       | Estável       | Extra-parlamentar |

### Eleições europeias
| Data | CI.           | Votos         | %             | +/-           | Deputados     | +/-           |
| ---- | ------------- | ------------- | ------------- | ------------- | ------------- | ------------- |
| 1979 | Não concorreu | Não concorreu | Não concorreu | Não concorreu | Não concorreu | Não concorreu |
| 1984 | 7.º           | 198 633       | 0,8 / 100,0   |               | 0 / 81        |               |
| 1989 | Não concorreu | Não concorreu | Não concorreu | Não concorreu | Não concorreu | Não concorreu |
| 1994 | 19.º          | 77 227        | 0,2 / 100,0   |               | 0 / 99        |               |
| 1999 | 10.º          | 107 662       | 0,4 / 100,0   | 0,2           | 0 / 99        | Estável       |
| 2004 | 11.º          | 241 743       | 0,9 / 100,0   | 0,5           | 0 / 99        | Estável       |
| 2009 |               | Não concorreu | Não concorreu | Não concorreu | Não concorreu | Não concorreu |
| 2014 | 11.º          | 301 139       | 1,0 / 100,0   |               | 1 / 96        |               |

### Eleições regionais
Os resultados apresentados serão os das últimas eleições:
| Estado                           | Data | CI.  | Votos  | %           | Deputados | Status            |
| -------------------------------- | ---- | ---- | ------ | ----------- | --------- | ----------------- |
| Baden-Württemberg                | 2016 | 9.º  | 23 605 | 0,4 / 100,0 | 0 / 143   | Extra-parlamentar |
| Baixa Saxônia                    | 2013 | 8.º  | 29 449 | 0,8 / 100,0 | 0 / 137   | Extra-parlamentar |
| Baviera                          | 2013 | 12.º | 74 895 | 0,6 / 100,0 | 0 / 180   | Extra-parlamentar |
| Berlim                           | 2016 | 11.º | 9 459  | 0,6 / 100,0 | 0 / 152   | Extra-parlamentar |
| Brandemburgo                     | 2014 | 7.º  | 21 619 | 2,2 / 100,0 | 0 / 88    | Extra-parlamentar |
| Bremen                           | 2015 | 11.º | 2 170  | 0,2 / 100,0 | 0 / 83    | Extra-parlamentar |
| Hamburgo                         | 2015 | 11.º | 11 293 | 0,3 / 100,0 | 0 / 121   | Extra-parlamentar |
| Hesse                            | 2013 | 9.º  | 33 433 | 1,1 / 100,0 | 0 / 110   | Extra-parlamentar |
| Mecklemburgo-Pomerânia Ocidental | 2016 | 7.º  | 24 365 | 3,0 / 100,0 | 0 / 71    | Extra-parlamentar |
| Renânia do Norte-Vestfália       | 2017 | 11.º | 28 723 | 0,3 / 100,0 | 0 / 237   | Extra-parlamentar |
| Renânia-Palatinado               | 2016 | 10.º | 10 554 | 0,5 / 100,0 | 0 / 101   | Extra-parlamentar |
| Sarre                            | 2017 | 9.º  | 3 744  | 0,7 / 100,0 | 0 / 51    | Extra-parlamentar |
| Saxônia                          | 2014 | 6.º  | 81 060 | 5,0 / 100,0 | 0 / 126   | Extra-parlamentar |
| Saxônia-Anhalt                   | 2016 | 8.º  | 21 211 | 1,9 / 100,0 | 0 / 87    | Extra-parlamentar |
| Turíngia                         | 2014 | 6.º  | 34 018 | 3,6 / 100,0 | 0 / 91    | Extra-parlamentar |